# Neptunium
Neptunium is een scheikundig element met symbool Np en atoomnummer 93. Het is een zilverkleurig metalliek actinoïde.

## Ontdekking
Neptunium is in 1940 ontdekt door Edwin McMillan en Philip Abelson in het isotopenlaboratorium van de Universiteit van Californië - Berkeley. Door uraniumkernen te bombarderen met neutronen ontstond uiteindelijk neptunium-239. Het was het eerste transurane element dat gesynthetiseerd werd.
Het element werd neptunium genoemd naar de planeet Neptunus, omdat deze planeet de eerstvolgende op Uranus is, waarnaar het element uranium genoemd werd.

### Reactieschema
{\displaystyle {\ce {^238_92U + ^1_0n -> ^239_92U}}}
{\displaystyle {\ce {{^{239}_{92}U}->{^{239}_{93}Np}+{e^{-}}+{\bar {\nu }}_{e}}}}

## Toepassingen
Het aantal industriële toepassingen van neptunium is beperkt. In neutronendetectieapparatuur kan neptunium worden gebruikt. In het kader van het programma voor ontwikkeling van massavernietigingswapens van de Verenigde Staten, hebben onderzoekers van Berkeley University in september 2002 voor het eerst een kritieke massa neptunium geproduceerd.

## Opmerkelijke eigenschappen
Neptunium is een vrij reactief metaal en kan voorkomen in ten minste drie kristalstructuren. Bij temperaturen onder 280 °C komt neptunium voor in de orthogonale alfavorm. Tussen 280 en 577 °C gaat dat over in de tetragonale betavorm. Bij hogere temperaturen komt alleen de kubische gammavorm voor.

## Verschijning
In de natuur kan neptunium voorkomen als gevolg van transmutatiereacties in uraniumerts. De belangrijkste bron is echter de plutoniumproductie waarbij neptunium een bijproduct is.

## Isotopen
| Stabielste isotopen | Stabielste isotopen | Stabielste isotopen | Stabielste isotopen | Stabielste isotopen | Stabielste isotopen |
| Iso                 | RA (%)              | Halveringstijd      | VV                  | VE (MeV)            | VP                  |
| ------------------- | ------------------- | ------------------- | ------------------- | ------------------- | ------------------- |
| 236Np               | syn                 | 1,54×105 j          | α                   | 4,572               | 232Pa               |
| 237Np               | syn                 | 2,144×106 j         | α                   | 4,959               | 233Pa               |

Van neptunium zijn 19 radio-isotopen bekend, waarvan neptunium-237 met een halveringstijd van 2,14 miljoen jaar het stabielst is. 236Np en 235Np hebben een halveringstijd van respectievelijk 154 duizend jaar en 396,1 dagen. De overige isotopen hebben halveringstijden van minder dan 4,5 dag.

## Toxicologie en veiligheid
In 1984 heeft onderzoek door Duitse wetenschappers aangetoond dat neptunium-239 kan inkapselen in botten waar het na verloop van tijd vervalt tot plutonium-239. De gevolgen hiervan kunnen onder andere botkanker zijn.